# Fantascienza soft
Fantascienza soft (dall'inglese soft science fiction, abbreviata in soft SF), come il suo complementare opposto fantascienza hard, è un termine descrittivo che indica il ruolo e la natura del contenuto della scienza in una storia fantascientifica. Il termine apparve per la prima volta tra la fine degli anni settanta e i primi anni ottanta del Novecento e indicava la fantascienza non basata su ingegneria o "scienze dure" (per esempio fisica, astronomia o chimica), ma sulle "scienze molli" o "soft" e in particolare sulle scienze sociali (antropologia, sociologia, psicologia, scienze politiche, e così via). Un altro senso è la fantascienza più interessata a personaggi, società o altre idee speculative e temi che non sono legati in modo centrale alle speculazioni scientifiche o ingegneristiche. La fantascienza soft ambienta spesso le sue storie nel prossimo futuro e dimostra più interesse per lo "spazio interno" ("inner space").

## Definizione
In The Encyclopedia of Science Fiction, Peter Nicholls scrive che "soft SF" non è un "punto molto preciso della terminologia fantascientifica" e che il contrasto tra duro e morbido è "talvolta illogico." In effetti, i confini tra "hard" e" soft" non sono né definiti né universalmente accettati, quindi non esiste uno standard unico di "durezza" o "morbidezza" scientifica. Alcuni lettori potrebbero considerare un segno di "morbidezza" qualsiasi deviazione rispetto al possibile o al probabile (ad esempio, viaggi più veloci della luce o poteri paranormali). Altri potrebbero vedere un accento sul personaggio o sulle implicazioni sociali del cambiamento tecnologico (per quanto possibile o probabile) come un allontanamento dalle questioni scientifiche-ingegneristiche-tecnologiche che a loro parere dovrebbe essere al centro della fantascienza hard. Data questa mancanza di standard oggettivi e ben definiti, "fantascienza soft" non indica un genere o un sottogenere della fantascienza, ma una tendenza o qualità: uno dei due poli di un asse che ha nell'altro polo la "fantascienza hard".
La definizione di fantascienza soft viene talvolta utilizzata in senso peggiorativo quando è applicata a storie di fantascienza che non impiegano la scienza in maniera rigorosa o che non sono considerate propriamente di fantascienza. Talvolta viene anche utilizzata come sinonimo della New Wave, un movimento emerso negli anni sessanta e settanta che ha profondamente rivoluzionato la fantascienza in senso umanistico.
Ray Bradbury è citato in genere come un buon esempio di scrittore di fantascienza soft. Nelle sue storie brevi raccolte in R is for Rocket e Cronache marziane fa uso di temi comuni alla fantascienza hard, come i viaggi spaziali o le colonie marziane, focalizzandosi però sulle sensazioni evocate da questi temi.
Dune, di Frank Herbert, è spesso considerata un'altra opera di fantascienza soft, sebbene i suoi fan non utilizzino di certo questo termine con alcuna accezione negativa.
Un altro esempio di autore di fantascienza soft è Ursula K. Le Guin: il suo ciclo dell'Ecumene descrive molto raramente tecnologie più complesse di quelle odierne e si focalizza sui sentimenti umani servendosi della caratterizzazione tipica della fantascienza soft.
Dopo una prima parte di carriera interamente dedicata alla hard science-fiction, i fratelli Strugatskij, così come molti altri scrittori russi a partire dagli anni '60 (la seconda ondata di SF russa avviata da Ivan Efremov), si dedicarono diffusamente alla soft science-fiction (c.d. mjagkaja naučnaja fantastika), con opere quali La chiocciola sul pendio, Lunedì inizia sabato, È difficile essere un dio, Un miliardo di anni prima della fine del mondo  e La favola della Trojka. La scrittura degli Strugatskij viene spesso definita fantacoscienza (si pensi anche a opere come Picnic sul ciglio della strada e al film che ne trasse nel 1979 il regista Tarkovskij, Stalker).